# The Donnas
The Donnas est un groupe féminin américain de garage punk, originaire de Palo Alto, en Californie. Composé de quatre filles, il tire son inspiration de groupes tels que AC/DC, The Ramones, Mötley Crüe ou encore Kiss. Le groupe est décrit comme « la rencontre entre The Ramones et The Runaways ».

## Historique

### Débuts (1993–2001)
Les quatre membres fondatrices, nées en 1979, se rencontrent au collège de Palo Alto et décident de monter un groupe en classe de quatrième, en mai 1993. Elles apprennent seules à jouer de leur instrument et se retrouvent dans le garage des parents de la batteuse, Torry Castellano, pour répéter. L'un des deux premiers groupes féminins de leur ville, Palo Alto, elles choisissent dans un premier temps le nom de Ragady Anne avant de devenir The Electrocutes et jouent des reprises de groupes tels que R.E.M., L7, The Muffs et Shonen Knife. Les quatre filles poursuivent leurs répétitions chaque après-midi lorsqu'elles entrent au lycée malgré leur impopularité auprès des autres élèves et d'habitants de Palo Alto. En effet, ils trouvent tout cela trop étrange et lancent plusieurs rumeurs selon lesquelles elles seraient « des lesbiennes qui se retrouvaient dans le garage » ou encore qu'« elles dealaient de la cocaïne ».
En 1995, lors d'un concert à San Francisco, elles sont remarquées par Darin Raffaelli, le guitariste du groupe Supercharger et directeur du label Radio X. Ayant composé des chansons dans le même style que celles des Ramones, il cherchait un groupe digne de ses textes. Il devient alors le producteur des quatre filles mais les chansons de Raffaelli ne correspondaient pas au style metal de The Electrocutes. Elles décident alors de changer de style, pour se rapprocher de celui des Ramones, et en profitent pour changer de nom par la même occasion. C'est le début des Donnas. Pour marquer le changement de nom, elles décident de se donner à chacune un surnom qui commence par « Donna » suivi par l'initiale de leur nom (ainsi Allison Robertson devient Donna R., etc.), ce qui est une forme d'hommage aux Ramones.
Le 23 janvier 1998, les Donnas sortent leur premier album éponyme de 23 titres, sous le label de Raffaeli, Super*Teem! Records. Après avoir obtenu l'équivalent du baccalauréat, elles décident de signer avec le label Lookout! Records, qui est notamment le premier label de Green Day. Elles sortent la même année l'album American Teenage Rock 'n' Roll Machine de dix titres. Le troisième album des Donnas, Get Skintight, sort en juin 1999. Il est composé de 14 titres. C'est le premier album que les quatre filles, âgées de vingt ans, composent entièrement seules. Leur influence hard rock s'y fait plus sentir, notamment avec leur reprise de Too Fast for Love des Mötley Crüe (le 13e titre). Ce troisième album est plutôt remarqué par les médias ; elles sont régulièrement invitées dans des émissions sur MTV et font des apparitions dans plusieurs films, comme Jawbreaker et Drive Me Crazy.

### Atlantic Records (2002–2005)
En 2002, The Donnas publient leur premier album chez Atlantic Records, Spend the Night. L'album est une première tentative sur la route du succès. Avec leur single Take it Off, elles sont programmées pour apparaître aux Total Request Live, Saturday Night Live, The Tonight Show with Jay Leno, et au Late Show with David Letterman. En été 2003, elles jouent au Lollapalooza. En 2004, elles publient leur sixième album, Gold Medal. En février 2005, elles tournent en Australie, jouant au festival Big Day Out.
Atlantic les place à plusieurs reprises dans des bandes sons de jeux vidéo. You've Got a Crush on Me est incluse dans le jeu vidéo Splashdown sorti sur PlayStation 2. Who Invited You est utilisée pour True Crime: Streets of LA, MVP Baseball 2003 et Splashdown: Rides Gone Wild. I Don't Want to Know est utilisée pour Gran Turismo 4 et une reprise de leur chanson est utilisée dans Donkey Konga 2 sur GameCube. I Don't Want to Know est le thème de la première saison de la série de The-N's, South of Nowhere. Une reprise de Take it Off est utilisée dans Guitar Hero 5.

### Dernières activités (2006–2012)
Le 19 mai 2006, The Donnas annonce sa séparation avec Atlantic Records. En mars 2007, The Donnas publie un single, Don't Wait Up for Me, et utilisent un nouveau logo. The Donnas publient indépendamment leur septième studio, Bitchin' le 18 septembre 2007 chez Purple Feather Records. Bitchin' est produit par Jay Ruston et The Donnas, et contient le single Don't Wait Up for Me. En 2008, The Donnas jouent avec le groupe australien Kisschasy à leur tournée Skin and Bones. Elles jouent aussi avec The Hives en tournée nord-américaine.
Le 9 juillet 2010, Castellano annonce son retrait à la suite d'une blessure à l'épaule. Elle revient sur les bancs du Santa Monica College, puis à l'université Stanford, où elle est diplômée en 2013 avant d'aller à la Harvard Law School.
En août 2012, le groupe termine l'enregistrement d'un huitième album. En novembre 2016, Cherry Red réédite leur cinquième album, Spend the Night pour y inclure six chansons bonus.

## Discographie

### Albums studio
- 1995 : Ragady Anne (Radio Trash Records) (sous le nom de Ragady Anne)
- 1996 : Steal Yer Lunch Money (Sympathy for the Record Industry) (sous le nom de The Electrocutes)
- 1998 : The Donnas (Super*Teem! Records)
- 1998 : American Teenage Rock 'n' Roll Machine (Lookout! Records)
- 1999 : Get Skintight (Lookout! Records)
- 2001 : The Donnas Turn 21 (Lookout! Records)
- 2002 : Spend the Night (Atlantic Records)
- 2004 : Gold Medal (Atlantic Records)
- 2007 : Bitchin' (Purple Feather Records)
- 2009 : Greatest Hits (Purple Feather Records)

### Bandes originales
2003 : Too Bad About Your Girl (BOF de Grind!)
- 2003 : Backstage (BOF de Freaky Friday : Dans la peau de ma mère[6])
- 2004 : Dancing With Myself (BOF de Lolita malgré moi (Mean Girls))
- 2007 : Christmas Wrapping (BOF de Joyeux Noël Shrek !)
- 2009 : Take It Off (BOF de Very Bad Trip)

## Vidéographie

### Apparitions
- Jawbreaker (1999)
- Drive Me Crazy (1999)
- Saturday Night Live (NBC, 2003)
- Pub TV US pour « Bud Light » (2003)
- I Love the 90's (VH1, 2004)
- Charmed (2004)
- MADtv (2005)
- I Love the New Millennium (VH1, 2008)
- Beautiful Noise (2008)
- WCG Ultimate Gamer (2009)
- VH1's Undatable (2010)

### Clips
- Get Rid Of That Girl (1998)
- Skintight & Strutter (1999)
- 40 Boys in 40 Nights & Do You Wanna Hit It? (animé, 2001)
- Take It Off & Who Invited You (2002)
- Too Bad About Your Girl (2003)
- Fall Behind Me (2004)
- I Don't Want To Know (If You Don't Want Me) (2005)
- Don't Wait Up For Me (2007)
- Get Off (2009)